# Eleccions regionals de Trentino-Tirol del Sud de 2008
Les eleccions regionals de Trentino-Tirol del Sud de 2008 se celebraren el 26 d'octubre de 2008 a Tirol del Sud i el 9 de novembre a Trentino.

## Tirol del Sud
La participació fou del 80,1%, amb un total de 313.931 votants. Els vots en blancs foren 3.447 (1,1%), i els vots nuls 5.859 (1,9%).
| Partits                                        | vots    | %     | escons |
| ---------------------------------------------- | ------- | ----- | ------ |
| Südtiroler Volkspartei                         | 146.545 | 48,1  | 18     |
| Die Freiheitlichen                             | 43.614  | 14,3  | 5      |
| Poble de la Llibertat                          | 25.294  | 8,3   | 3      |
| Partit Democràtic                              | 18.139  | 6,0   | 2      |
| Verds del Tirol del Sud - Bürger Liste Civiche | 17.743  | 5,8   | 2      |
| Süd-Tiroler Freiheit                           | 14.888  | 4,9   | 2      |
| Union für Südtirol                             | 7.048   | 2,3   | 1      |
| Lliga Nord del Tirol del Sud                   | 6.411   | 2,1   | 1      |
| Unitalia                                       | 5.688   | 1,9   | 1      |
| Itàlia dels Valors                             | 5.009   | 1,6   | -      |
| Unió dels Demòcrates Cristians i de Centre     | 3.792   | 1,2   | -      |
| Bürgerbewegung                                 | 3.622   | 1,2   | -      |
| Ladins                                         | 3.334   | 1,1   | -      |
| Esquerra del Tirol del Sud (PRC-PS-SD)         | 2.226   | 0,7   | -      |
| Partit dels Comunistes Italians                | 1.262   | 0,4   | -      |
| Total                                          | 304.615 | 100,0 | 35     |

## Província de Trento
La participació fou del 73,07%, amb 297.723 votants sobre 407.455 inscrits. Lorenzo Dellai és confirmat com a president provincial.
| Candidats          | vots    | %      | escons | Partits                             | vots    | %      | escons |
| ------------------ | ------- | ------ | ------ | ----------------------------------- | ------- | ------ | ------ |
| Lorenzo Dellai     | 165.046 | 56,99% | 21▫    | Partit Democràtic                   | 59.218  | 21,62% | 8      |
| Lorenzo Dellai     | 165.046 | 56,99% | 21▫    | Unió pel Trentino                   | 49.077  | 17,92% | 6      |
| Lorenzo Dellai     | 165.046 | 56,99% | 21▫    | Partit Autonomista Trentino Tirolès | 23.335  | 8,52%  | 3      |
| Lorenzo Dellai     | 165.046 | 56,99% | 21▫    | Verds i Demòcrates del Trentino     | 7.579   | 2,77%  | 1      |
| Lorenzo Dellai     | 165.046 | 56,99% | 21▫    | Itàlia dels Valors                  | 7.474   | 2,73%  | 1      |
| Lorenzo Dellai     | 165.046 | 56,99% | 21▫    | Llieals al Trentino                 | 6.435   | 2,35%  | -      |
| Lorenzo Dellai     | 165.046 | 56,99% | 21▫    | Unió Autonomista Ladina             | 3.205   | 1,17%  | 1*     |
| Sergio Divina      | 105.692 | 36,50% | 13     | Lliga Nord Trentino                 | 38.533  | 14,07% | 6      |
| Sergio Divina      | 105.692 | 36,50% | 13     | Poble de la Llibertat               | 33.597  | 12,26% | 5      |
| Sergio Divina      | 105.692 | 36,50% | 13     | Civica per Divina presidente        | 11.831  | 4,32%  | 2°     |
| Sergio Divina      | 105.692 | 36,50% | 13     | Valls Unides                        | 5.846   | 2,13%  | -      |
| Sergio Divina      | 105.692 | 36,50% | 13     | Partit dels Pensionistes            | 3.597   | 1,31%  | -      |
| Sergio Divina      | 105.692 | 36,50% | 13     | Fassa                               | 1.669   | 0,61%  | -      |
| Sergio Divina      | 105.692 | 36,50% | 13     | Fiamma Tricolore                    | 1.652   | 0,60%  | -      |
| Sergio Divina      | 105.692 | 36,50% | 13     | La Destra                           | 1.643   | 0,60%  | -      |
| Sergio Divina      | 105.692 | 36,50% | 13     | Inquilini Case Popolari             | 1.375   | 0,50%  | -      |
| Sergio Divina      | 105.692 | 36,50% | 13     | Autonomistes Populars               | 803     | 0,29%  | -      |
| Nerio Giovanazzi   | 8.399   | 2,90%  | 1      | Administrar el Trentino             | 4.429   | 1,62%  | 1°     |
| Nerio Giovanazzi   | 8.399   | 2,90%  | 1      | Joves pel Trentino                  | 2.716   | 0,99%  | -      |
| Remo Andreolli     | 5.653   | 1,95%  | -      | Demòcrates pel Trentino             | 5.363   | 1,96%  | -      |
| Agostino Catalano  | 3.354   | 1,16%  | -      | l'Esquerra del Trentino (PRC-SD)    | 3.190   | 1,16%  | -      |
| Gianfranco Valduga | 1.447   | 0,50%  | -      | Partit dels Comunistes Italians     | 1.372   | 0,50%  | -      |
| Total              | 289.591 | 100,0% | 35     |                                     | 273.939 | 100,0% | 34     |